# Równianki
Równianki – wieś w Polsce, położona w województwie lubelskim, w powiecie krasnostawskim, w gminie Rudnik.
| SIMC    | Nazwa     | Rodzaj    |
| ------- | --------- | --------- |
| 0897817 | Międzylas | część wsi |

W latach 1975–1998 wieś administracyjnie należała do województwa zamojskiego.
Wieś stanowi sołectwo gminy Rudnik. Według Narodowego Spisu Powszechnego (III 2011 r.) wieś liczyła 121 mieszkańców. 